# ريموند راجاوناريفيلو

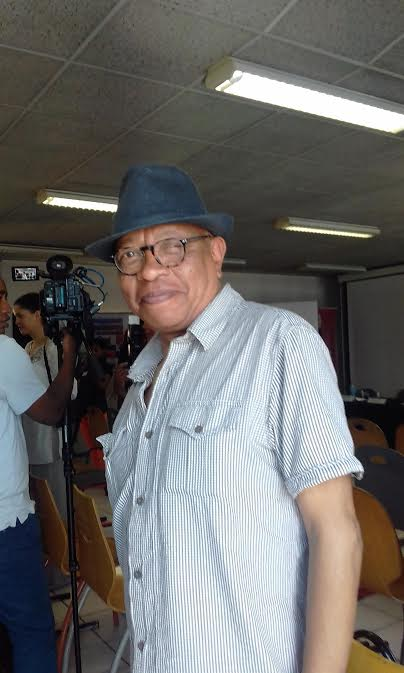

ريموند راجاوناريفيلو، (بالفرنسية: Raymond Rajaonarivelo)‏ (مواليد 1949 في راجاوناريفيل)، هو مخرج أفلام وكاتب من مدغشقر. وهو معروف بـ«مهليو» (2005)، و«عندما تلتقي النجوم بالبحر» (1996) و«طاباطابا» (1988)، وهو من أوائل المخرجين الملغاشيين الذين شاركوا في مهرجان كان السينمائي.

## حياته
ولد ريموند راجاوناريفيلو في أنتاناناريفو عاصمة مدغشقر عام 1949. درس صناعة الأفلام في جامعة مونبلييه وجامعة باريس. على الرغم من أنه يعيش في ضواحي باريس، إلا أنه عاد إلى مدغشقر للتصوير.
في السبعينيات من القرن الماضي، قدم راجاوناريفيلو فيلمين قصيرين من مدغشقر. روى فيلمه الطويل الأول «طاباتابا» (1988) قصة قرية في الانتفاضة الملغاشية عام 1947. كان أول فيلم لمدغشقر يُعرض في مهرجان كان السينمائي، حيث فاز بجائزة الجمهور لعام 1988. كما فاز بجائزة لجنة التحكيم في مهرجان تاورمينا السينمائي لعام 1989، والجائزة الأولى في مهرجان قرطاج السينمائي لعام 1989.